# Автоперегони Аліси
«Автоперегони Аліси» (англ. Alice's Auto Race) — американський анімаційний короткометражний  фільм із серії «Комедії Аліси», що вийшов 4 квітня 1927 року.

## Синопсис
Божевільна автогонка. Піт намагається обдурити, перемикаючи деякі дорожні знаки, але Юлій, як завжди, стає переможцем.

## Головні персонажі
- Аліса
- Юлій
- Піт

## Інформаційні данні
- Аніматори[3]:
  - Аб Айверкс
  - Роллін Гамільтон[en]
  - Рудольф Ізінг[en]
  - Г'ю Гарман[en]
  - Роберт Едмундс
  - Пол Сміт[en]
- Оператор[3]:
  - Майк Маркус
- Живі актори[3]:
  - Маргі Ґей[fr]
- Тип анімації: об'єднання реальної дії та стандартної анімації
- Виробничий код: ACL-35[4]